# Waris Ali Shah
Waris Ali Shah (1817–1905) war ein Sufi-Heiliger des Qādirīya-Ordens und Gründer der Warsi-Abstammungslinie (Silsila) aus Dewa, Distrikt Barabanki, in Indien. Er bereiste viele Orte, gelangte nach Arabien, in den Nahen Osten und bis Europa. Überall nahm er Menschen in seinen geistlichen Orden auf. Er gehört zur 26. Generation von Imam Husain. Sein Schrein befindet sich in Dewa. Er verbreitete liberale Ansichten und erlaubte seinen Anhängern, dem Sufismus zu folgen. Namen sollten nicht geändert werden, wenn man den Islam angenommen hat.